# Gerrots
Gerrots är en kommun i departementet Calvados i regionen Normandie i norra Frankrike. Kommunen ligger i kantonen Cambremer som ligger i arrondissementet Lisieux. År 2022 hade Gerrots 51 invånare.

## Befolkningsutveckling
Antalet invånare i kommunen Gerrots
Referens: INSEE